# Мамедзаде, Алид Вагиф оглы
Алид Вагиф иглы Мамедзаде (азерб. Məmmədzadə Alid Vaqif oğlu; род. 25 февраля 1995, Баку, Азербайджан) — азербайджанский спортсмен, выступающий в профессиональном тайском боксе. Чемпион Европы среди взрослых, бронзовый призёр Кубка Европы, победитель турецкой Супер Лиги, чемпион Азербайджана.

## Биография
Алид Мамедзаде родился 25 февраля 1995 года в Баку. С 7 лет начал заниматься кикбоксингом в спортивном клубе «Локомотив», бакинского поселка Баладжары. Параллельно занимался также тайским боксом (муай-тай). Первым тренером был Мубариз Агаев. Пробыл здесь до 2009 года. Участвовал на различных турнирах среди детей и юношей. Затем наступил небольшой перерыв в спорте в связи с обучением.
В 2013 году, после поступления в географический факультет Бакинского Государственного Университета, вновь вернулся в спорт. После года усиленных тренировок в клубе «РАИГ» (азерб. «RAİQ»), под руководством опытного тренера Шахрияра Исаева, вновь начал выступать на местных и международных соревнованиях по муай-тай.

## Спортивная карьера
Несмотря на то, что профессиональную карьеру тайского боксера начал в 20-летнем возрасте, достиг за небольшую карьеру серьезных успехов, в том числе и на международной арене. Первым испытанием в качестве профессионального бойца, было выступление на Гала «Золотой пояс» (тур. «Altın Kemer» Qalası) турецкой супер-лиги среди профессионалов, в весовой категории до 67 кг, который проводился в турецком городе Анталья. Выступил в центральном бое вечера против турецкого бойца Джанера Карта. Победил нокаутом во втором раунде.

## Достижения
| № | Дата              | Место             | Соревнование           | Версия                                         | Вес     | Место  |
| - | ----------------- | ----------------- | ---------------------- | ---------------------------------------------- | ------- | ------ |
| 1 | февраль 2015      | Баку, Азербайджан | Чемпионат Азербайджана | Муай-тай                                       | 63,5 кг | Бронза |
| 2 | 12-15 ноября 2015 | Анталья, Турция   | Кубок Европы           | Муа-тай, первый полусредний вес                | 63,5 кг | Бронза |
| 3 | 6-8 мая 2016      | Бухарест, Румыния | Чемпионат Европы       | WKA – WTKA, Муай-боран, второй полусредний вес | 65 кг   | Золото |
| 4 | 10-12 июня 2016   | Баку, Азербайджан | Чемпионат Азербайджана | Муай-тай                                       | 63,5 кг | Золото |

## Профессиональные бои
| № | Дата            | Место             | Соперник / Страна              | Версия        | Вес     | Итог            |
| - | --------------- | ----------------- | ------------------------------ | ------------- | ------- | --------------- |
| 1 | 19 мая 2015     | Баку, Азербайджан | Эльгюн Фарзалиев / Азербайджан | Муай-тай      | 63,5 кг | поражение       |
| 2 | 17 октября 2015 | Анталья, Турция   | Джанер Карт / Турция           | Муай-тай      | 67 кг   | победа нокаутом |
| 3 | 28 мая 2016     | Баку, Азербайджан | Шахрияр / Иран                 | IFFA Муай-тай | 65 кг   | победа нокаутом |